# Georg Brandt (Chemiker)
Georg Brandt (* 26. Juni 1694 in Skinnskatteberg; † 29. April 1768 in Stockholm) war ein schwedischer Chemiker, der das chemische Element Cobalt in Bismuterzen entdeckte und benannte.
Georg Brandt wurde 1727 zum Leiter des chemischen Labors des Bergskollegiums in Stockholm ernannt, 1730 wurde er Leiter der Königlichen Münze. Fünf Jahre später, 1735, entdeckte und benannte er das Element Cobalt. Seine Erkenntnisse über die Zusammensetzung von Arsenverbindungen veröffentlichte er 1733. Weiters forschte er über Antimon, Bismut, Quecksilber und Zink. Er entwickelte Methoden zur Herstellung von Salzsäure, Salpetersäure und Schwefelsäure, die er 1741 und 1743 veröffentlichte. Er war einer der ersten Chemiker, die der Alchemie vollständig ablehnend gegenüberstanden; so deckte er betrügerische Methoden der Goldherstellung auf.

## Ehrungen
- Das 1888 durch Adolf Erik Nordenskiöld erstbeschriebene Mineral Brandtit ist nach ihm benannt.